# Nuoto sincronizzato ai campionati europei di nuoto 2018 - Duo (programma libero)
La competizione di nuoto sincronizzato - Duo libero dei Campionati europei di nuoto 2018 si è svolta il 4 e il 7 agosto 2018 presso lo Scotstoun Sports Campus di Glasgow. Il 4 agosto hanno avuto luogo i preliminari tra le 19 coppie di atlete in gara, mentre la mattina del 7 agosto le migliori 12 coppie si sono contese il podio.

## Medaglie
| Posizione | Atlete                                  | Paese   |
| --------- | --------------------------------------- | ------- |
| Oro       | Svetlana Kolesničenko Varvara Subbotina | Russia  |
| Argento   | Anastasija Savčuk Yelyzaveta Yakhno     | Ucraina |
| Bronzo    | Linda Cerruti Costanza Ferro            | Italia  |

## Risultati
| Posizione | Atlete                                       | Nazione       | Preliminare | Preliminare | Finale  | Finale    |
| Posizione | Atlete                                       | Nazione       | Punti       | Posizione   | Punti   | Posizione |
| --------- | -------------------------------------------- | ------------- | ----------- | ----------- | ------- | --------- |
|           | Svetlana Kolesničenko Varvara Subbotina      | Russia        | 96.0333     | 1           | 96.7000 | 1         |
|           | Anastasija Savčuk Yelyzaveta Yakhno          | Ucraina       | 93.3000     | 2           | 93.4000 | 2         |
|           | Linda Cerruti Costanza Ferro                 | Italia        | 91.1667     | 3           | 92.1333 | 3         |
| 4         | Paula Ramírez Sara Saldaña                   | Spagna        | 89.1667     | 4           | 90.0667 | 4         |
| 5         | Evangelia Papazoglou Evangelia Platanioti    | Grecia        | 87.1000     | 5           | 89.1667 | 5         |
| 6         | Maureen Jenkins Eve Planeix                  | Francia       | 86.8333     | 6           | 87.2333 | 6         |
| 7         | Anna-Maria Alexandri Eirini-Marini Alexandri | Austria       | 86.5667     | 7           | 87.1667 | 7         |
| 8         | Bregje de Brouwer Noortje de Brouwer         | Paesi Bassi   | 84.5000     | 8           | 85.2000 | 8         |
| 9         | Iryna Limanouskaya Veronika Yesipovich       | Bielorussia   | 82.9667     | 9           | 83.9333 | 9         |
| 10        | Vivienne Koch Noemi Peschl                   | Svizzera      | 82.0667     | 10          | 82.9000 | 10        |
| 11        | Kate Shortman Isabelle Thorpe                | Gran Bretagna | 80.9667     | 11          | 82.0000 | 11        |
| 12        | Marlene Bojer Daniela Reinhardt              | Germania      | 80.3000     | 12          | 80.6000 | 12        |
| 13        | Eden Blecher Yael Polka                      | Israele       | 80.2333     | 13          |         |           |
| 14        | Lara Mechnig Marluce Schierscher             | Liechtenstein | 78.2333     | 14          |         |           |
| 15        | Nada Daabousová Diana Miškechová             | Slovacchia    | 77.9333     | 15          |         |           |
| 16        | Defne Bakırcı Mısra Gündeş                   | Turchia       | 75.5333     | 16          |         |           |
| 17        | Nevena Dimitrijević Jelena Kontić            | Serbia        | 74.4333     | 17          |         |           |
| 18        | Maria Gonçalves Cheila Vieira                | Portogallo    | 73.6667     | 18          |         |           |
| 19        | Aleksandra Atanasova Dalia Penkova           | Bulgaria      | 73.2333     | 19          |         |           |